# 피오렌티노

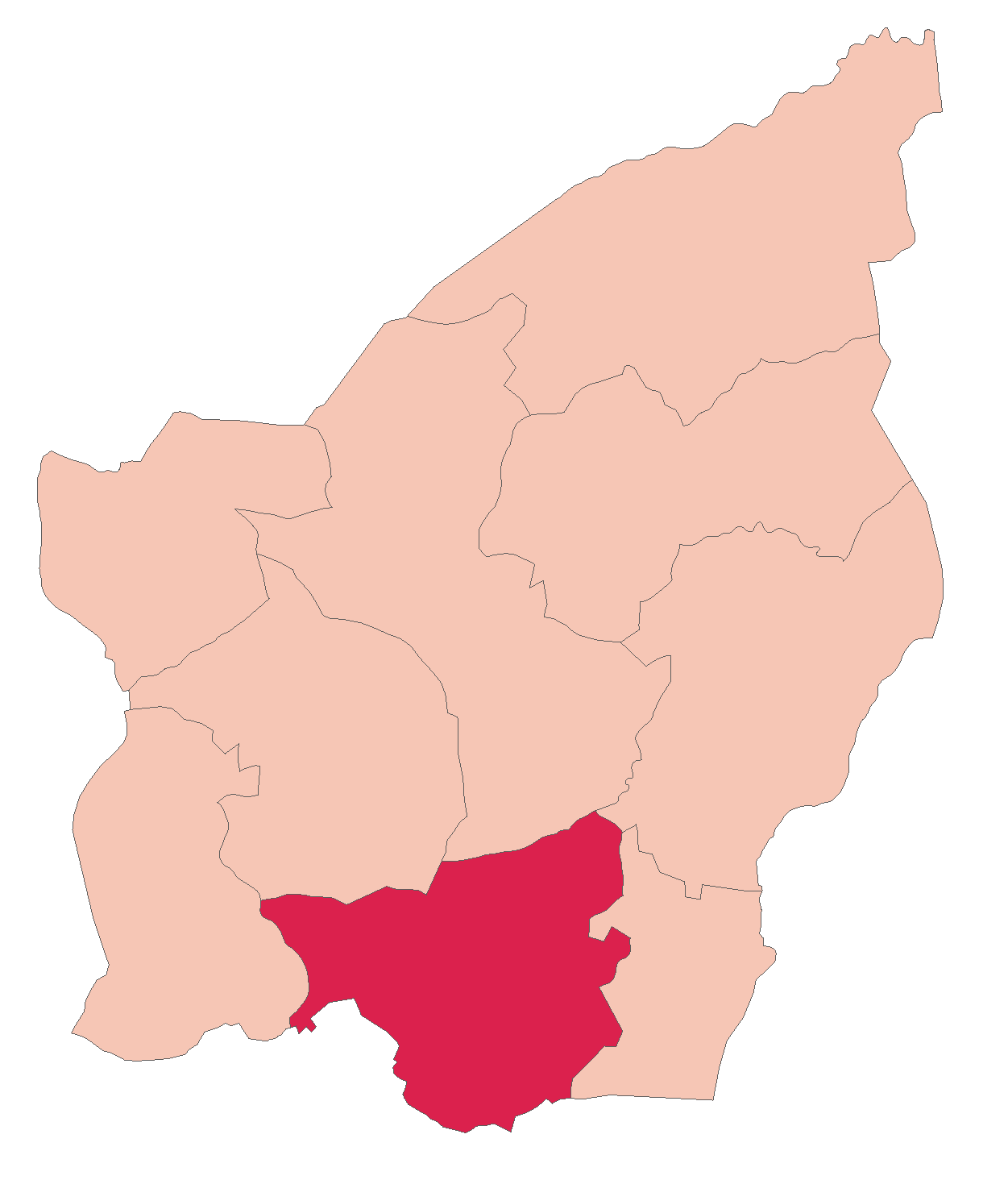
피오렌티노의 위치

피오렌티노(이탈리아어: Fiorentino)는 산마리노의 지방자치체로 인구는 2,245명(2006년 기준), 면적은 6.57km2, 높이는 490m이다. 3개 마을을 관할하며 키에사누오바, 산마리노 시, 보르고마조레, 파에타노, 몬테자르디노, 이탈리아 몬테그리마노테르메, 사소펠트리오와 접한다.

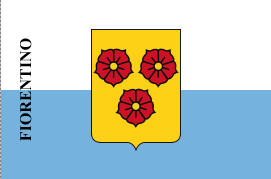
시기
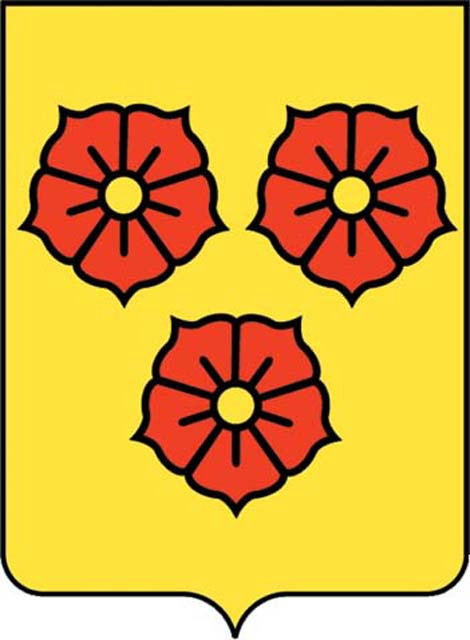
시 문장